# Зусер, Александр Нафтулович
Александр Нафтулович Зусер (1896, Одесса — 23 октября 1941, Одесса) — советский художник, график.

## Биография
Родился в Одессе в семье педагога и издателя Нафтула Берковича Зусера. Отец в 1914—1915 годах издавал ежедневную газету «Северо-западная мысль» в Минске; редактором этой газеты был старший брат будущего художника — писатель и публицист Соломон Нафтулович Зусер, в советское время ставший крупным археологом и скифологом.
С осени 1912 года учился на живописно-скульптурном отделении в Одесском художественном училище, был дружен с Амшеем Нюренбергом и Александром Берковичем (1891—1951); окончил училище в 1918 году. Принимал участие в выставках одесских художников 1920—1930-х годов, в последний раз — в Первой отчётной выставке творческого сектора художественно-скульптурных мастерских 21 декабря 1939 — 25 февраля 1940 года. Жил по адресу ул. Короленко, 20. Занимался коллекционированием картин дореволюционных и советских художников. Преподавал в Художественном училище.
Был публично повешен оккупационными румынскими войсками на следующий день после взрыва подпольщиками бывшего управления НКВД, в ходе первой массовой карательной акции против еврейского населения города.